# Vermell pompeià
El vermell pompeià és un ocre vermell d'origen inorgànic natural, compost per òxid de ferro. A l'antiga Roma es coneixia amb el nom de sinopsis, a causa de la ciutat de Sinope on segons Plini el Vell es va trobar per primera vegada. A Pompeia, així com en altres ciutats de l'antiga Roma, hi ha diversos exemples de pintures murals en què s'utilitza aquest pigment inorgànic. També es coneix amb els noms de vermell d'Herculà, terra de Pozzuoli, vermell anglès, hematita i terra vermella de Verona.
Inicialment es preparava amb restes de processament de cinabri, d'aquí l'elevat cost de producció que limitava el seu ús a casos d'extrema necessitat.
Atès que el cinabri conté quantitats considerables de mercuri i, per tant, és perjudicial per a la salut, el color s'ha anat substituint gradualment pel vermell (proper al taronja), ocre vermell, vermell de Mart i vermell de Pozzuoli; els dos últims són mescles d'òxids i hidròxids de ferro (inclosa l'hematita).

## Origen del nom
El nom «vermell de Pompeia» es remunta al segle xix, quan, després de l'excavació de les ruïnes de la ciutat romana de Pompeia al sud d'Itàlia i la seva popularitat, el vermell i els frescos de les parets de les cases romanes dels rics de Pompeia es van convertir en el color de moda dels rics i cultes.

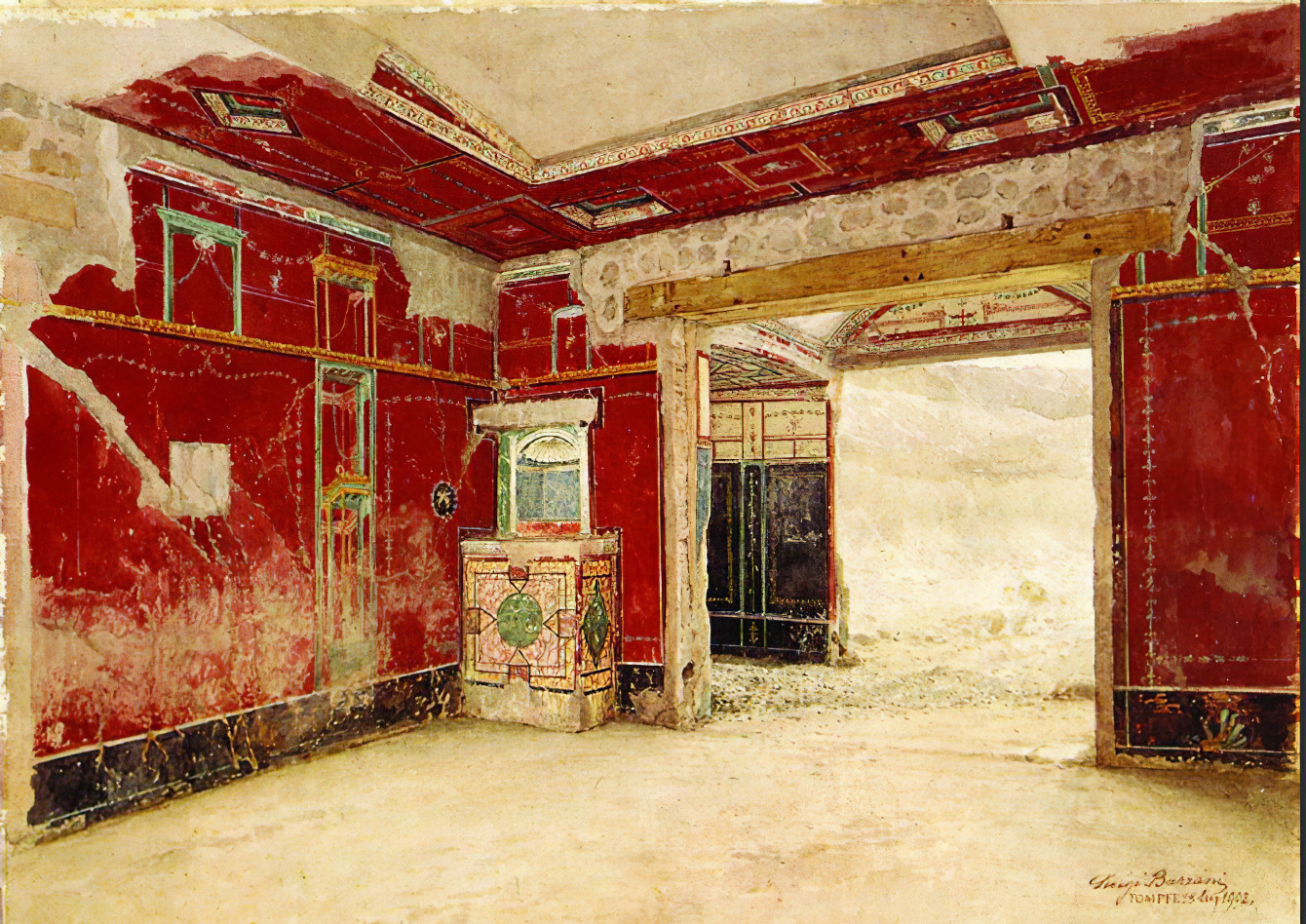
Paret pintada amb vermell pompeià. Quadre de Luigi Bazzani, 1902
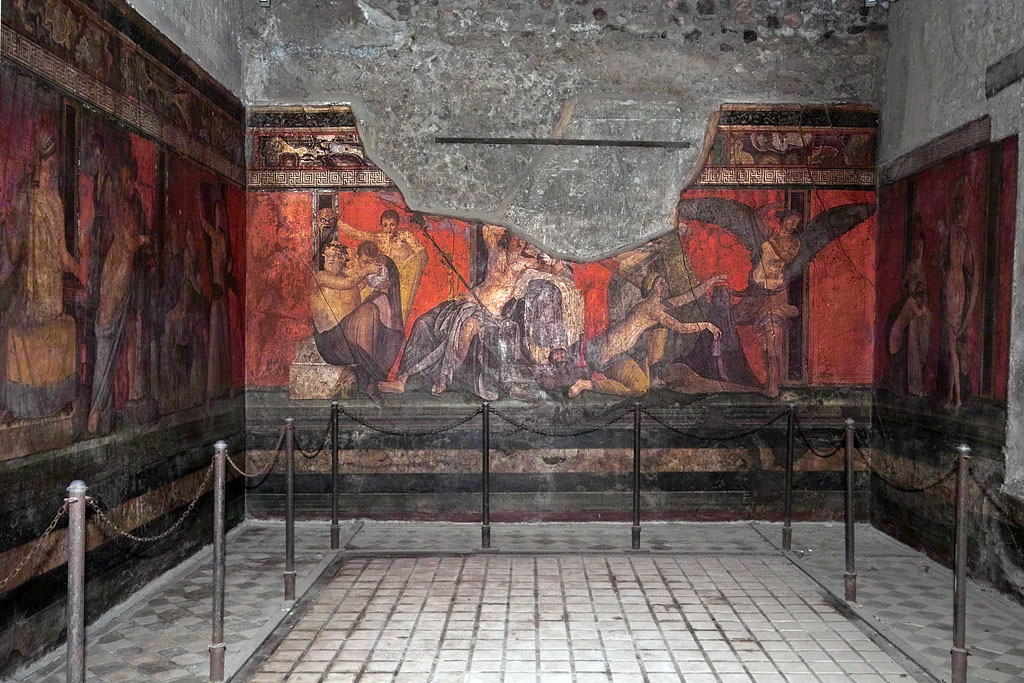
Fresc del segon estil pompeià datat el 60 aC d'una habitació de la Vil·la dels Misteris (Pompeia)

Avui dia, es creu que almenys alguns d'aquests frescos tenien originàriament un fons groc ocre i només van adquirir un color vermell sota la influència dels gasos de combustió calents durant l'erupció del Vesuvi del 79. El vermell brillant era un color preciós en aquella època, pel qual s'importava plom d'Armènia. La tonalitat actual, anomenada vermell de Pompeia, és en realitat el «vermell del pobre», el color de les parets grogues pintades amb ocre vermell, o l'ocre groc que al cremar-se es va convertir en vermell. Encara que fins i tot els experts no poden distingir entre els tres colors amb anàlisi, l'ocre vermell es pot suposar a les parets amb transicions delicades del groc al vermell.
No obstant això, els frescos més famosos amb un fons vermell a Vil·la dels Misteris estan gairebé segurs pintats en vermell amb mini o amb cinabri.